# Mercedes-Benz Citaro CNG

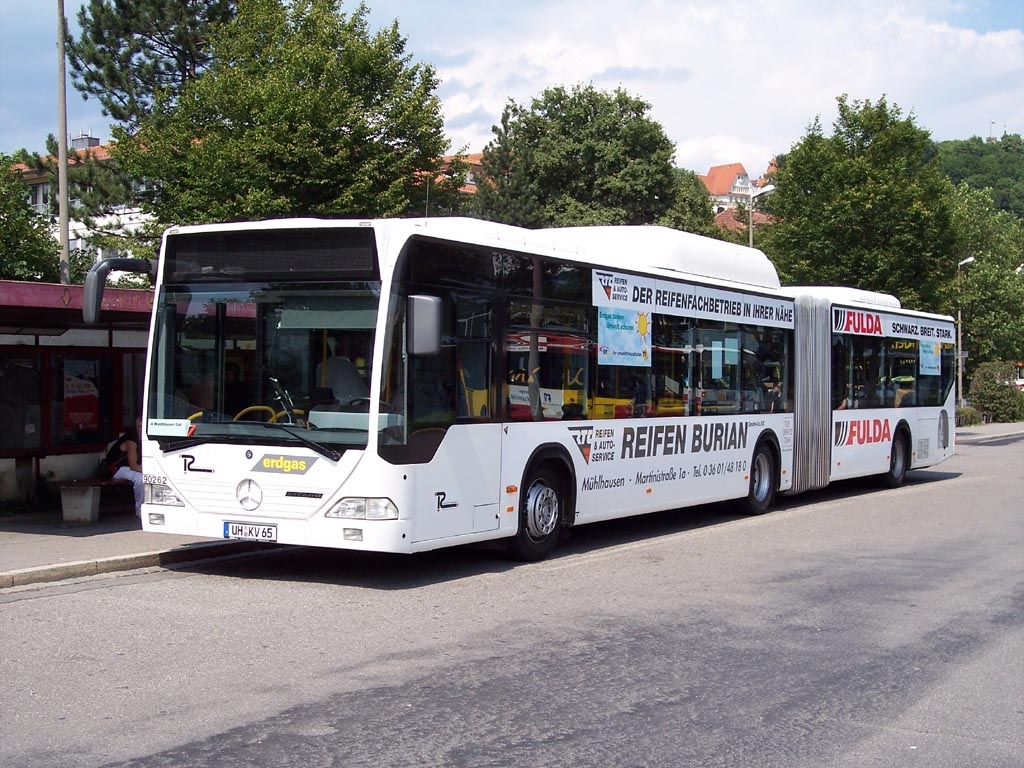
Erdgas-Gelenkbus Citaro O 530 G CNG

Mercedes-Benz Citaro CNG (CNG steht für „Compressed Natural Gas“) ist die Erdgas-Version der Linienbus-Baureihe Mercedes-Benz Citaro. Die Fahrzeuge werden als Standard- oder Gelenkbusse fabriziert und durch EvoBus verkauft.

## Technik

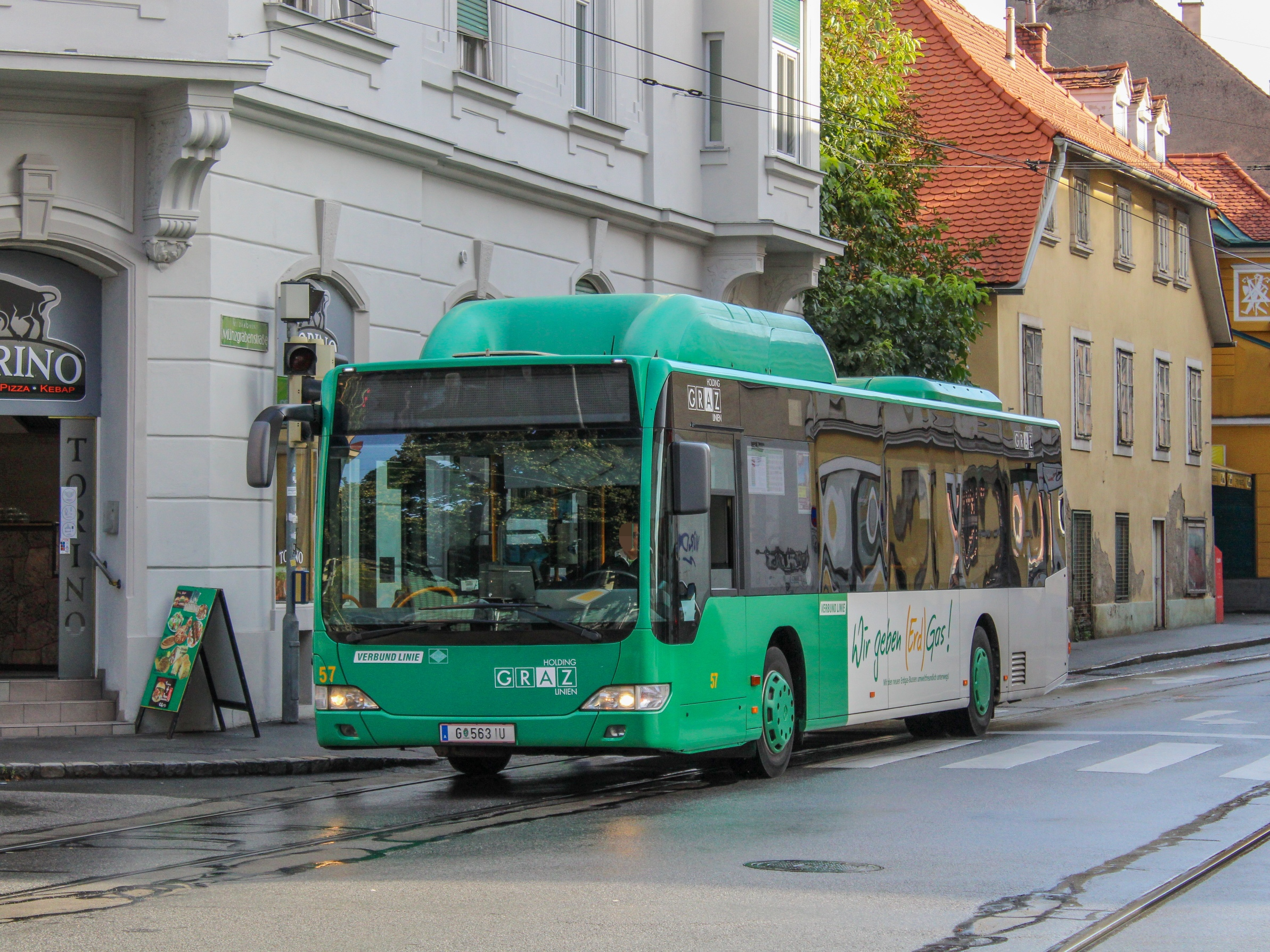
Erdgas-Solobus Citaro O 530 CNG Facelift der Graz Linien.

Der Treibstoff befindet sich verdichtet auf 200 bar auf dem Dach in Druckbehältern aus Kunststoff, die jeweils gut 30 kg Erdgas fassen. Diese Behälter sind umgeben von einer Hülle, die mit Kohlenstofffasern verstärkt ist. Der 4-Takt-Ottomotor hat 6 Zylinder.
- Erbauer: EvoBus/Mercedes
- Länge Gelenkbus: 18.000 mm
- Länge Solobus: 11.950 mm
- Breite: 2.550 mm
- Höhe über Gasbehälter: 3.390 mm
- Achsabstand Gelenkbus: 5.850 mm
- Achsabstand Normalbus: 5.850 mm
- Tara-Gewicht Gelenkbus: 18.065 kg
- Tara-Gewicht Normalbus: 12.700 kg
- Anzahl Sitz- und Stehplätze Gelenkbus: 136
- Anzahl Sitz- und Stehplätze Normalbus: 77